# Barbus gananensis
 Barbus gananensis és una espècie de peix cipriniforme de la família dels ciprínids.

## Morfologia
Els mascles poden assolir els 17,6 cm de longitud total.

## Distribució geogràfica
Es troba a Somàlia i Etiòpia.